# Dittersbach (Frankenberg)
Dittersbach ist ein Ortsteil der Stadt Frankenberg/Sa. im sächsischen Landkreis Mittelsachsen. Die Gemeinde Dittersbach wurde mit ihrem Ortsteil Neudörfchen am 1. Januar 1995 nach Frankenberg eingemeindet. Seitdem bilden beide Orte den Frankenberger Ortsteil Dittersbach.

## Geographie

### Geographische Lage und Verkehr

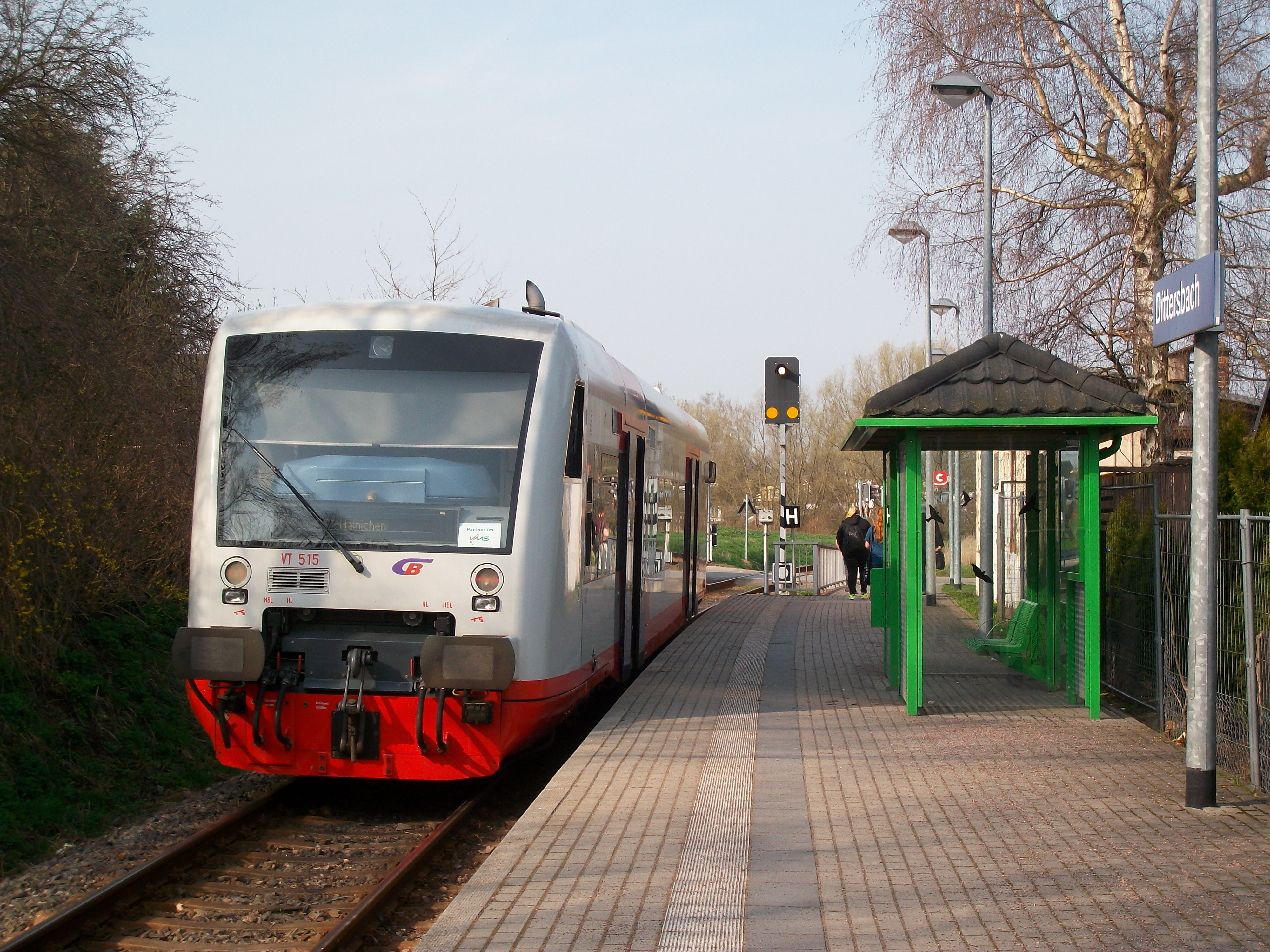
Haltepunkt Dittersbach mit City-Bahn Chemnitz

Neudörfchen liegt im Zentrum der Stadt Frankenberg/Sa. Durch den Ort fließt der Lützelbach, der südlich von Sachsenburg in die Zschopau mündet.
Zwischen dem ursprünglichen Dorf am Lützelbach und der nordwestlich gelegenen Siedlung „Am Sachsenpark“ verläuft die Bahnstrecke von Niederwiesa nach Hainichen mit dem Haltepunkt „Dittersbach (b Frankenberg (Sachs))“. Nördlich von Dittersbach verlaufen die Bundesstraße 169 und die Bundesautobahn 4.

### Nachbarorte
|                 | Neudörfchen                                 | Berthelsdorf   |
| Frankenberg/Sa. | Kompassrose, die auf Nachbargemeinden zeigt |                |
|                 | Mühlbach                                    | Langenstriegis |

## Geschichte
Das Waldhufendorf Dittersbach wurde im Jahr 1282 als „Dytherychsbach“ erwähnt. Im 14. Jahrhundert war Dittersbach zeitweise eine Wüstung, wurde jedoch im Gegensatz zur benachbarten Wüstung Lützelbach wieder besiedelt. Dittersbach gehörte ursprünglich zum Besitz des Klosters Altzella, aus dessen säkularisierten Besitz im Jahr 1540 das Amt Nossen gebildet worden war. Das Vorwerk des Orts wurde erst um 1791 erstmals erwähnt. Kirchlich gehört der Ort seit jeher zu Frankenberg. Bezüglich der Grundherrschaft unterstand Dittersbach nach 1551 dem Schloss Sachsenburg, welches im Besitz der Herren von Schönberg war. Im Jahr 1610 kam Dittersbach mit dem durch Erbteilung entstandenen Amt Sachsenburg durch Verkauf von den Herren von Schönberg an den sächsischen Kurfürsten Johann Georg I. Im Jahr 1633 wurden die Ämter Frankenberg und Sachsenburg zum Amt Frankenberg-Sachsenburg vereinigt. Dittersbach wurde im Jahr 1764 als Amtsdorf geführt.
Dittersbach gehörte bis 1856 zum kursächsischen bzw. königlich-sächsischen Amt Frankenberg-Sachsenburg. Ab 1856 gehörte der Ort zum Gerichtsamt Frankenberg und ab 1875 zur Amtshauptmannschaft Flöha. An der im Jahr 1874 eröffneten Bahnstrecke Roßwein–Niederwiesa erhielt Dittersbach am 1. Mai 1897 einen Haltepunkt.
Am 1. Juli 1934 erfolgte die Eingemeindung von Neudörfchen nach Dittersbach. Mit der zweiten Kreisreform in der DDR kam die Gemeinde Dittersbach mit dem Ortsteil Neudörfchen im Jahr 1952 zum Kreis Hainichen im Bezirk Chemnitz (1953 in Bezirk Karl-Marx-Stadt umbenannt), der 1990 als sächsischer Landkreis Hainichen weitergeführt wurde und 1994 im Landkreis Mittweida bzw. 2008 im Landkreis Mittelsachsen aufging. Die Gemeinde Dittersbach wurde am 1. Januar 1995 nach Frankenberg/Sa. eingemeindet. Seitdem bilden Dittersbach und Neudörfchen den Ortsteil Dittersbach.